# 26P/Grigg-Skjellerup
26P/Grigg-Skjellerup o Cometa Grigg-Skjellerup è una cometa periodica del Sistema solare, appartenente alla famiglia delle comete gioviane.
È stata scoperta il 23 luglio 1902 dal neozelandese John Grigg a Thames e riscoperta nel suo ritorno del 1922 da John Francis Skjellerup, un australiano che allora viveva e lavorava da circa due decenni in Sud Africa, dove è stato uno dei membri fondatori della Società Astronomica del Sud Africa.
Nel 1987, Ľubor Kresák ha evidenziato che la cometa era già stata osservata da Jean-Louis Pons nel 1808.
La cometa ha spesso subito l'influenza gravitazionale del pianeta Giove, che ne ha alterato considerevolmente l'orbita. Per esempio, la sua distanza perielica è cambiata da 0,77 UA nel 1725 a 0,89 UA nel 1922, a 0,99 UA nel 1977, fino a 1,12 UA nel 1999.
Avendo il perielio in prossimità dell'orbita della Terra, fu facilmente raggiungibile per la missione Giotto nel 1992, il cui obiettivo primario era lo studio della cometa di Halley. Il massimo avvicinamento della sonda alla cometa Grigg-Skjellerup è stato di 200 km, inferiore rispetto alla distanza minima raggiunta dal nucleo della cometa di Halley. Tuttavia, poiché la macchina fotografica della sonda era andata distrutta durante l'incontro del 1986, non fu possibile raccogliere immagini del nucleo della cometa. Nonostante ciò l'incontro fu un successo e permise la raccolta di numerose informazioni sull'ambiente in prossimità di una cometa.
Nel 1972 si scoprì che la cometa è responsabile dello sciame meteorico delle Pi Puppidi, che ha il suo picco attorno al 23 aprile: lo sciame è osservabile solo da osservatori posti nell'emisfero australe. Lo sciame è più intenso negli anni in cui la cometa passa al perielio.
Il ritorno del 2002 (con il perielio stimato per l'8 ottobre) è stato sfavorevole e non sono state riportate osservazioni della cometa.